# 高速練馬線
高速练马线（日语：高速練馬線／こうそくねりません），是一条计划中从首都高速中央环状线开始到关越自动车道练马交流道的候补地域高规格道路，被指定为地域高规格道路10号线。
路线的名称由首都圈整备计划（2006年）确定，首都高速道路株式会社也使用此名称，而练马区称之为“都市高速道路第10号线(首都高速10号练马线)”，但请注意10号这一编号已经被后来建成的首都高速10号晴海线使用。

## 提出背景
关越自动车道是由东京都市圈向郊区延伸的高速公路中唯一一个没有与首都高速公路直接连接的，从练马IC通往市中心、中央高速公路和东名高速公路的最短路线是交通量很大的普通公路，在附近的谷原十字路口周围的住宅道路有大量通过车流汇入，因此作为关越道的终点的练马交流道经常发生拥堵。 2006年修订外环高速公路首都段的城市规划时，练马区提交了一份意见，要求紧急进行研究和调查，以实现高速练马线的建设来缓解拥堵。

## 计划
本线的最初规划是从首都高速5号池袋线江户川桥附近为起点，跨越神田川上方经由主要地方道千代田练马田无线（目白通）穿过首都高速中央环状线，最后到达练马交流道和关越道相接。然而因为这一设计会加重5号线的拥堵，因此计划中的起点最后被改为5号线的早稻田出口。随后设计又经过一系列的复杂的变更，最后改为与中央环状线连接，从中央环状线的西侧出发到关越道。现在的山手隧道原计划设有连接练马线的交流道，但但因为一系列原因，最终没有建成，若要实现这一计划，整个隧道必须要进行大规模改造。
在2006年9月由国土交通省制定的首都圈整备计划（2006年）中，高速练马线被定为促进调查的路线。但是至今为止城市规划相关手续并未进行，因此至今开工时间未定。